# Parasola pachytera
Parasola pachytera är en svampart som först beskrevs av Berk. & Broome, och fick sitt nu gällande namn av Redhead, Vilgalys & Hopple 2001. Parasola pachytera ingår i släktet Parasola och familjen Psathyrellaceae.   Inga underarter finns listade i Catalogue of Life.